# Eurycea
Eurycea – rodzaj płazów ogoniastych z podrodziny Hemidactyliinae w rodzinie bezpłucnikowatych (Plethodontidae).

## Zasięg występowania
Rodzaj obejmuje gatunki występujące ww wschodniej Ameryce Północnej (Stany Zjednoczone i południowo-wschodnia Kanada).

## Systematyka

### Etymologia
- Eurycea: pochodzenie nazwy nie jest znane; autor opisu, Constantine Rafinesque, nie podał etymologii[12].
- Spelerpes: gr. σπηλαιον spēlaion „jaskinia”; ἑρπετόν herpetón „gad”[3]. Gatunek typowy: Eurycea lucifuga Rafinesque, 1822.
- Cylindrosoma: gr. κυλινδρος kulindros „cylinder”; σωμα sōma, σωματος sōmatos „ciało”[13]. Gatunek typowy: Salamandra longicauda Green, 1818.
- Saurocercus: gr. σαυρος sauros „jaszczurka”; κερκος kerkos „ogon”[13]. Nazwa zastępcza dla Cylindrosoma.
- Manculus: łac. mancus „okaleczony, niedołężny, niedoskonały”; przyrostek zdrabniający -ulus[14]. Gatunek typowy: Salamandra quadridigitata Holbrook, 1842.
- Typhlotriton: gr. τυφλος tuphlos „ślepy”; τρίτων tritōn „traszka, salamandra”[7]. Gatunek typowy: Typhlomolge rathbuni Stejneger, 1896.
- Haideotriton: Hades (gr. Ἅιδης/ᾍδης Háidēs), w mitologii greckiej ciemna i ponura podziemna siedziba umarłych; τρίτων tritōn „traszka, salamandra”[15]. Gatunek typowy: Haideotriton wallacei Carr, 1939.
- Septentriomolge: łac. septemtrionalis „północny”, od septemtrio „północ”; rodzaj Molge Merrem, 1820[9]. Gatunek typowy: Eurycea chisholmensis Chippindale, Price, Wiens & Hillis, 2000.
- Notiomolge: gr. νοτιος notios „południowy”, od νοτος notos „południe”; rodzaj Molge Merrem, 1820[10]. Gatunek typowy: Eurycea neotenes Bishop & Wright, 1937.
- Blepsimolge: gr. βλεψις blepsis „patrzenie”; rodzaj Molge Merrem, 1820[9]. Gatunek typowy: Eurycea nana Bishop, 1941.
- Paedomolge: gr. παις pais, παιδος paidos „dziecko”; rodzaj Molge Merrem, 1820[10]. Gatunek typowy: Eurycea tonkawae Chippindale, Price, Wiens & Hillis, 2000.

### Podział systematyczny
Do rodzaju należą następujące gatunki:

- Eurycea aquatica Rose & Bush, 1963
- Eurycea arenicola Stuart, Beamer, Farrington, Beane, Chek, Pusser, Som, Stephan, Sever & Braswell, 2020
- Eurycea bislineata (Green, 1818)
- Eurycea braggi (Smith, 1968)
- Eurycea chamberlaini Harrison & Guttman, 2003
- Eurycea chisholmensis Chippindale, Price, Wiens & Hillis, 2000
- Eurycea cirrigera (Green, 1831)
- Eurycea guttolineata (Holbrook, 1838) – żółcik trójpasy[16]
- Eurycea hillisi Wray, Means & Steppan, 2017
- Eurycea junaluska Sever, Dundee & Sullivan, 1976
- Eurycea latitans Smith & Potter, 1946
- Eurycea longicauda (Green, 1818) – żółcik długoogonowy
- Eurycea lucifuga Rafinesque, 1822 – żółcik jaskiniowy
- Eurycea melanopleura (Cope, 1894)
- Eurycea multiplicata (Cope, 1869)
- Eurycea nana Bishop, 1941
- Eurycea naufragia Chippindale, Price, Wiens & Hillis, 2000
- Eurycea neotenes Bishop & Wright, 1937
- Eurycea nerea (Bishop, 1944)
- Eurycea paludicola (Mittleman, 1947)
- Eurycea pterophila Burger, Smith & Potter, 1950
- Eurycea quadridigitata (Holbrook, 1842)
- Eurycea rathbuni (Stejneger, 1896)
- Eurycea robusta (Longley, 1978)
- Eurycea sosorum Chippindale, Price & Hillis, 1993
- Eurycea spelaea (Stejneger, 1892)
- Eurycea sphagnicola Wray, Means & Steppan, 2017
- Eurycea subfluvicola Steffen, Irwin, Blair & Bonett, 2014
- Eurycea tonkawae Chippindale, Price, Wiens & Hillis, 2000
- Eurycea troglodytes Baker, 1957
- Eurycea tynerensis Moore & Hughes, 1939
- Eurycea wallacei (Carr, 1939)
- Eurycea waterlooensis Hillis, Chamberlain, Wilcox & Chippindale, 2001
- Eurycea wilderae Dunn, 1920